# IDH2

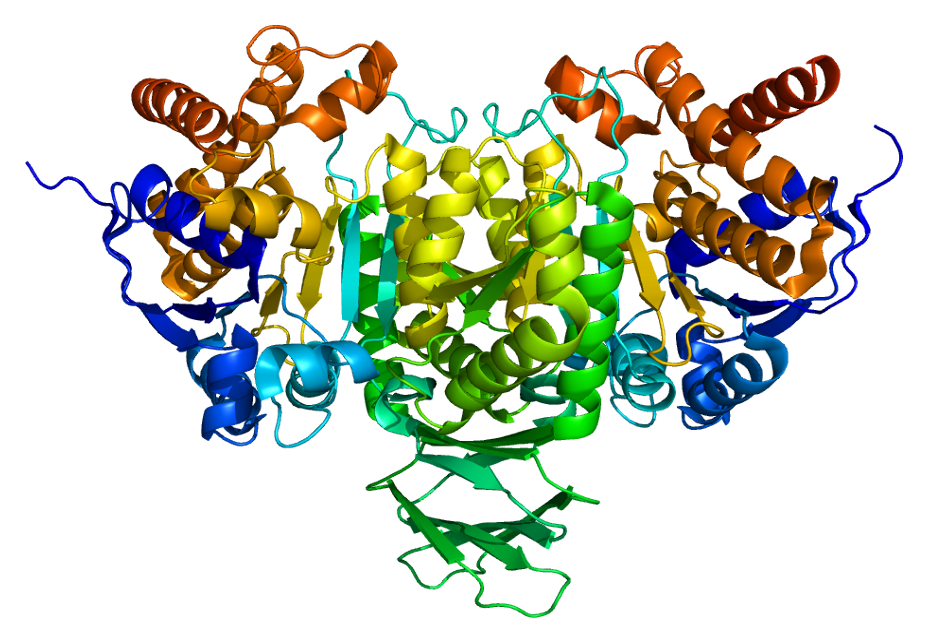
Représentation 3D de l'enzyme IDH2

 (janvier 2022).
Si vous disposez d'ouvrages ou d'articles de référence ou si vous connaissez des sites web de qualité traitant du thème abordé ici, merci de compléter l'article en donnant les références utiles à sa vérifiabilité et en les liant à la section « Notes et références ».
L'isocitrate déshydrogénase 2 est une enzyme mitochondriale codée par le gène IDH2 et une isoforme de l'isocitrate déshydrogénase. Elle catalyse la réaction de décarboxylation de l'isocitrate en α-cétoglutarate en utilisant le NADP(+). Elle intervient dans le cycle de Krebs qui régule le métabolisme énergétique cellulaire.
Des mutations de l'IDH2 sont associées à la maladie de Ollier et au Syndrome de Maffucci (en).
L'IDH2 pourrait être impliqué dans la survenue des leucémies aigües myéloïdes : un inhibiteur de l'IDH2 , l'énasidénib, a ainsi été développé pour tenter de traiter cette maladie.